# Lijst van scholen en stromingen in de klassieke muziek
Dit artikel geeft een overzicht van scholen en stromingen in de klassieke muziek. De genoemde scholen kunnen van geheel verschillende aard zijn. Sommige componisten sloten zich bewust tot een groep samen. In andere gevallen wordt een bepaalde groep componisten pas achteraf als een school of stroming waargenomen. Sommige componisten kunnen ook tot meerdere scholen behoren: zij wisselden in de loop van hun leven of schreven gelijktijdig muziek die tot verschillende stijlen gerekend moet worden. De aangegeven jaartallen zijn geen exacte data van begin en einde maar een ruwe indicatie van de tijd waarin een stroming bestond.

## Klassieke muziek voor 1900
- Notre-Dame School (1160-1230)
- Ars Antiqua (1230-1309)
- Ars Nova (1309-1377)
- Ars subtilior (1377-1420)
- Franco-Vlaamse School (1420-1600)
- Venetiaanse School (1550-1610)
- Virginalisten (1580-1650)
- Noord-Duitse Orgelschool (1600-1740)
- Mannheimer Schule (1743-1778)
- Eerste Weense School
- Neudeutsche Schule (1850-1880)
- La bande à Franck
- Het Machtige Hoopje (1867-1900)
- Tweede Weense School
- Orgelbeweging

## Modern klassiek vanaf 20e eeuw
- Groupe des Six (1920-1930)
- Serialisme (1947-1968)
- Haagse School (muziek)
- Nieuwe Romantiek
- Rotterdamse School
- minimal music